# 彼得·巴特尔斯
彼得·巴特尔斯（英語：Peter Bartels，1941年1月4日—），澳大利亚男子自行车运动员。他曾代表澳大利亚参加1962年大英帝国和英联邦运动会自行车比赛，获得一枚金牌。